# 森田耕一郎 (サッカー選手)
森田 耕一郎（もりた こういちろう、1984年10月28日 - ）は、東京都東大和市出身の元プロサッカー選手。ポジションはゴールキーパー。

## 来歴
小学生時にサッカーを始め、2000年に国分寺高校に進学。3年時の2002年にはU-19日本代表候補に選出された。
2003年にJリーグ・ベガルタ仙台に加入。高桑大二朗、小針清允といったGK陣の中で経験を積み、2005年にはリーグ戦のベンチメンバーに入ることもあったが、公式戦の出場機会は得られなかった。
2005年8月、FC東京に期限付き移籍。GKに負傷離脱が続き手薄となっていた中での加入だったが、公式戦に帯同する2名（土肥洋一及び遠藤大志）は健在だったため、第3GKからのスタートとなった。しかし、森田自身も練習中に左手舟状骨を骨折し、離脱。同年末に移籍期間を満了し、同時に仙台との契約も打ち切られ退団した。
2006年に、地元東京のJFLクラブ・佐川急便東京SCに移籍。シーズン途中に出場機会を掴むとレギュラーに定着し、攻撃的なスタイルのチームにおいて飛び出しの鋭さと広いプレーエリアで後方を固め、チームの2位躍進を支えた。
2007年、佐川東京SCが佐川急便大阪SCと合併して新たに発足した佐川急便SC（後のSAGAWA SHIGA FC）に加入。元佐川大阪のGK真子秀徳とのポジション争いを制し、積極的なプレーでチームのJFL初優勝に貢献。JFLベストイレブンにも選出された。2008年はチームが下位に低迷する中でやや出場機会を減らしたが、2009年にはチームも復調し、自身初の全試合出場とともにシーズンを優勝で飾った。中でも8月2日に行われた鳥取との上位対決では、1点リードの状況で試合終了直前の相手PKを止めるなど、勝負強さも発揮した。2010年は31試合に出場、調子の波があったチームの中で安定したプレーを見せた。2011年は、村山智彦とのポジション争いによりシーズン中盤からは控えに回り、出場機会を減らした。2012年のシーズン中盤から再びレギュラーに定着。同年の天皇杯の2回戦ではヴィッセル神戸に対して好セーブを連発し、勝利に貢献した。この年限りでSAGAWA SHIGA FCが活動停止となり、退団を余儀なくされた。
2013年、JFLのS.C.相模原へ移籍。3月と遅い時期の加入となったが、5月に出場機会を得るとレギュラーに定着し、23試合に出場した。
2014年、対戦相手として森田を高く評価していた北野誠から招かれる形で J2・カマタマーレ讃岐に完全移籍。同年J2第3節大分戦でプロ入り後12年目にしてJリーグ初出場を果たすも、通年での出場機会を確保することは叶わず、1年限りで契約満了により退団。
Jリーグ合同トライアウトを経て2015年はJ3・レノファ山口FCへ移籍したが、一森純からポジションを奪うことが出来ず、天皇杯1試合の出場にとどまり、11月26日に契約満了による退団が発表された。同シーズンを最後に引退。
2016年より國學院大學に入学している。

## 所属クラブ
- 東大和サッカー少年団
- 東京・久留米FC (東大和市立第四中学校)
- 東京都立国分寺高等学校
- 2003年 - 2005年  ベガルタ仙台
  - 2005年8月 - 12月  FC東京 (期限付き移籍)
- 2006年  佐川急便東京SC
- 2007年 - 2012年  佐川急便SC / SAGAWA SHIGA FC[注 1]
- 2013年  S.C.相模原
- 2014年  カマタマーレ讃岐
- 2015年  レノファ山口FC

## 個人成績
| 国内大会個人成績 | 国内大会個人成績       | 国内大会個人成績 | 国内大会個人成績 | 国内大会個人成績 | 国内大会個人成績 | 国内大会個人成績 | 国内大会個人成績 | 国内大会個人成績 | 国内大会個人成績 | 国内大会個人成績 | 国内大会個人成績 |
| 年度             | クラブ                 | 背番号           | リーグ           | リーグ戦         | リーグ戦         | リーグ杯         | リーグ杯         | オープン杯       | オープン杯       | 期間通算         | 期間通算         |
| 年度             | クラブ                 | 背番号           | リーグ           | 出場             | 得点             | 出場             | 得点             | 出場             | 得点             | 出場             | 得点             |
| 日本             | 日本                   | 日本             | 日本             | リーグ戦         | リーグ戦         | リーグ杯         | リーグ杯         | 天皇杯           | 天皇杯           | 期間通算         | 期間通算         |
| ---------------- | ---------------------- | ---------------- | ---------------- | ---------------- | ---------------- | ---------------- | ---------------- | ---------------- | ---------------- | ---------------- | ---------------- |
| 2003             | 仙台                   | 16               | J1               | 0                | 0                | 0                | 0                | 0                | 0                | 0                | 0                |
| 2004             | 仙台                   | 16               | J2               | 0                | 0                | -                | -                | 0                | 0                | 0                | 0                |
| 2005             | 仙台                   | 16               | J2               | 0                | 0                | -                | -                | -                | -                | 0                | 0                |
| 2005             | FC東京                 | 40               | J1               | 0                | 0                | 0                | 0                | 0                | 0                | 0                | 0                |
| 2006             | 佐川東京               | 21               | JFL              | 25               | 0                | -                | -                | -                | -                | 25               | 0                |
| 2007             | 佐川急便/ SAGAWA SHIGA | 33               | JFL              | 26               | 0                | -                | -                | 2                | 0                | 28               | 0                |
| 2008             | 佐川急便/ SAGAWA SHIGA | 33               | JFL              | 19               | 0                | -                | -                | 1                | 0                | 20               | 0                |
| 2009             | 佐川急便/ SAGAWA SHIGA | 33               | JFL              | 34               | 0                | -                | -                | 1                | 0                | 35               | 0                |
| 2010             | 佐川急便/ SAGAWA SHIGA | 33               | JFL              | 31               | 0                | -                | -                | 1                | 0                | 32               | 0                |
| 2011             | 佐川急便/ SAGAWA SHIGA | 33               | JFL              | 7                | 0                | -                | -                | 1                | 0                | 8                | 0                |
| 2012             | 佐川急便/ SAGAWA SHIGA | 33               | JFL              | 21               | 0                | -                | -                | 3                | 0                | 24               | 0                |
| 2013             | 相模原                 | 23               | JFL              | 23               | 0                | -                | -                | -                | -                | 23               | 0                |
| 2014             | 讃岐                   | 1                | J2               | 9                | 0                | -                | -                | 0                | 0                | 9                | 0                |
| 2015             | 山口                   | 1                | J3               | 0                | 0                | -                | -                | 1                | 0                | 1                | 0                |
| 通算             | 日本                   | 日本             | J1               | 0                | 0                | 0                | 0                | 0                | 0                | 0                | 0                |
| 通算             | 日本                   | 日本             | J2               | 9                | 0                | -                | -                | 0                | 0                | 9                | 0                |
| 通算             | 日本                   | 日本             | J3               | 0                | 0                | -                | -                | 1                | 0                | 1                | 0                |
| 通算             | 日本                   | 日本             | JFL              | 186              | 0                | -                | -                | 9                | 0                | 195              | 0                |
| 総通算           | 総通算                 | 総通算           | 総通算           | 195              | 0                | 0                | 0                | 10               | 0                | 205              | 0                |

- Jリーグ初出場 - 2014年3月16日 J2第3節 大分トリニータ戦（大銀ドーム）

## タイトル
チーム
- JFL優勝（2007年、2009年、2011年）

個人
- JFL ベストイレブン (2007年)